# Peipiaosteidae
De Peipiaosteidae zijn een familie van uitgestorven straalvinnige beenvissen, bekend uit het Laat-Jura en het Vroeg-Krijt van Azië. Ze zijn lid van de Acipenseriformes, verwant aan steuren (Acipenseridae) en lepelsteuren (Polyodontidae). Fossielen zijn gevonden in zoetwaterafzettingen in China, Rusland, Kazachstan en Mongolië. Ze worden over het algemeen beschouwd als de vroegste divergerende groep Acipenseriformes, of de zustergroep van de clade met Acipenseridae en Polyodontidae. Yanosteus was in ieder geval waarschijnlijk piscivoor, gebaseerd op een exemplaar van Lycoptera dat in de mond van één exemplaar werd gevonden.

## Taxonomie
- Stichopterus Reis, 1910
  - Stichopterus woodwardi Reis, 1910 Turgenformatie, Rusland, Vroeg-Krijt
  - Stichopterus popovi Jakovlev, 1977 Gurvan-Erenformatie, Mongolië, Vroeg-Krijt (Aptien)
  - Onbepaalde resten zijn bekend van de Murtoiformatie, Vroeg-Krijt, Rusland.
- Peipiaosteus fengningensis Bai, 1983
  - Peipiaosteus fengningensis Bai, 1983 Yixianformatie, China, Vroeg-Krijt (Aptien),
- Liaosteus Lu, 1995
  - Liaosteus hongi Lu, 1995 Haifanggouformatie, China, Midden-Laat-Jura (Callovien/Oxfordien)
- Spherosteus Jakovlev, 1977
  - Spherosteus scharovi Jakovlev, 1977 Karabastauformatie, Kazachstan, Midden-Laat-Jura (Callovien/Oxfordien)
- Yanosteus Jin et al., 1995
  - Yanosteus longidorsalis Jin et al., 1995 Yixianformatie, China, Vroeg-Krijt (Aptien)